# Amadaiya Rennie
Amadaiya Rennie (* 17. März 1990 in Monrovia) ist ein liberianischer ehemaliger Fußballspieler.

## Karriere

### Verein
Rennie erlernte das Fußballspielen in seiner Heimat Liberia und wechselte mit 17 Jahren nach Schweden zu IF Elfsborg. Hier spielte er erst für die Nachwuchsabteilung und später für die Profimannschaft. Nach zwei  Ligaeinsätzen wurde er für die Saison 2011 an GAIS Göteborg ausgeliehen und nach dieser Leihfrist an Degerfors IF abgegeben. 2014 zog er zu Hammarby IF weiter und spielte hier bis zum Sommer 2016. 2015 wurde er kurzzeitig an Brann Bergen ausgeliehen.
Im Sommer 2016 verpflichtete ihn der türkische Erstligist Antalyaspor und spielte für diesen Verein eine Saison lang. Nach einer Pause trat Rennie noch zweimal kurz 2019 in Erscheinung, in Ägypten und Nordzypern.

### Nationalmannschaft
Rennie begann seine Nationalmannschaftskarriere 2007 bei der liberianischen U-20-Nationalmannschaft. Seit 2008 spielt er für die liberianische Nationalmannschaft.